# Madonna mit Kind (Créon)

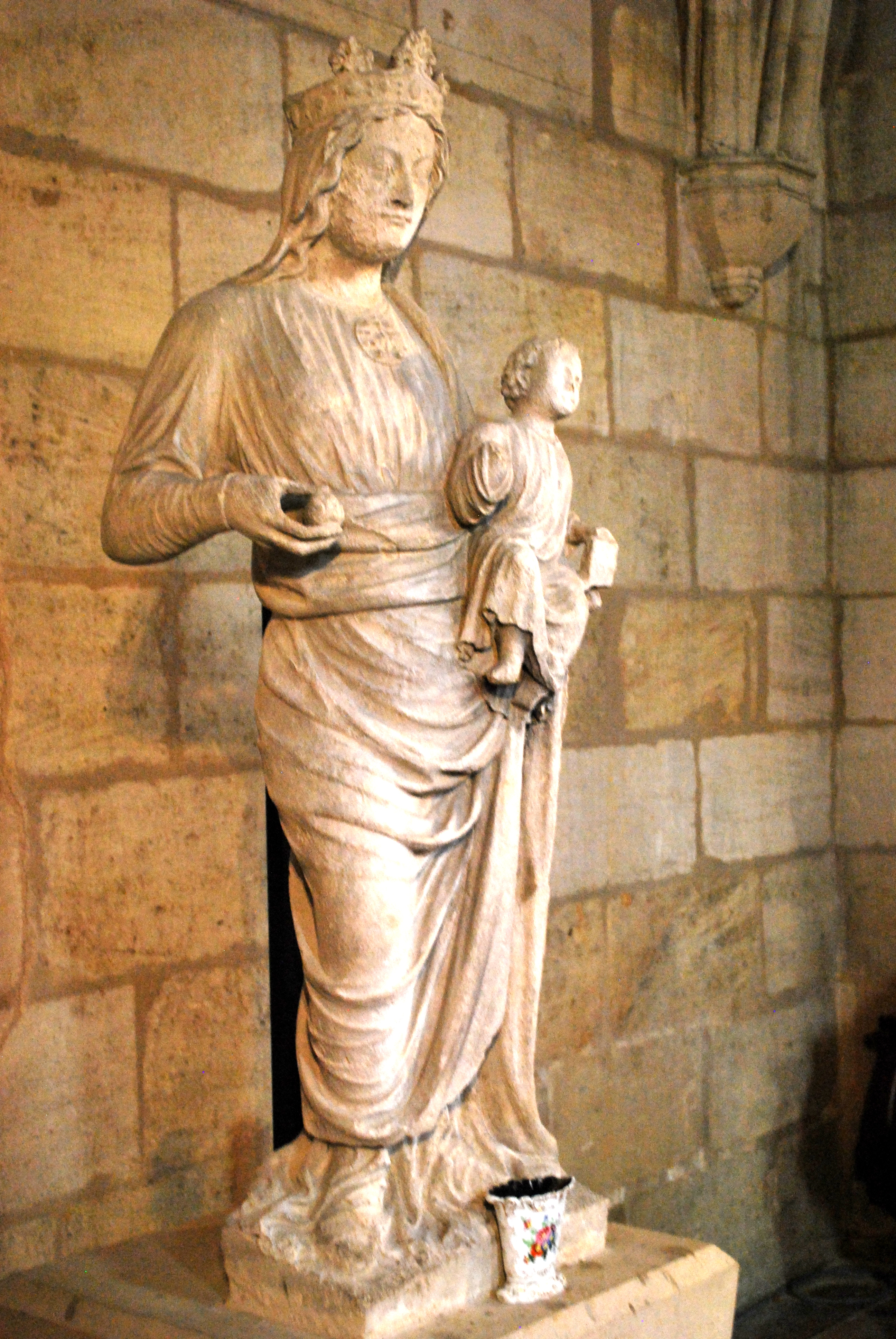
Madonna mit Kind in Créon

Die Skulptur Madonna mit Kind in der Kirche Notre-Dame in Créon, einer französischen Gemeinde im Département Gironde der Region Nouvelle-Aquitaine, wurde im 14. Jahrhundert geschaffen. Im Jahr 2002 wurde die gotische Skulptur als Monument historique in die Liste der denkmalgeschützten Objekte (Base Palissy) in Frankreich aufgenommen.
Die Skulptur aus Kalkstein stammt vermutlich aus der Benediktinerabtei La Sauve-Majeure. Die stehend dargestellte Maria hält das Jesuskind mit dem linken Arm. In der rechten Hand hält sie eine Frucht als Zeichen der Fruchtbarkeit.